# Quang Hùng MasterD
Lê Quang Hùng (sinh ngày 7 tháng 10 năm 1997), thường được biết đến với nghệ danh Quang Hùng MasterD, là một nam ca sĩ kiêm sáng tác nhạc, rapper và nhà sản xuất thu âm người Việt Nam. Anh vốn nổi lên như một hiện tượng mạng khi đăng tải bản mashup 30 bài hát hit V-pop vào năm 2015, sau đó chính thức ra mắt khán giả khi tham gia chương trình The Debut.
Quang Hùng MasterD được biết đến rộng rãi tại Thái Lan thông qua một vài ca khúc như "Dễ đến dễ đi" và "Thủy triều", nhưng tên tuổi của anh chỉ thật sự nổi bật hơn ở Việt Nam sau khi tham gia chương trình Anh trai "say hi" năm 2024 và lọt vào đội hình nhóm nhạc năm thành viên xuất sắc nhất. Anh chiếm được thiện cảm từ khán giả nhờ kỹ năng trình diễn và sáng tác tốt, tính cách ngây thơ đáng yêu và được đánh giá là một trong những ca sĩ có nhiều triển vọng trong tương lai.
Anh còn có một người em trai tên là Lê Quang Huy, là một ca sĩ với nghệ danh Ryn Lee.

## Sự nghiệp
Năm 2010, khi còn là học sinh, vì yêu thích ca hát nên Quang Hùng MasterD đã tham gia một nhóm nhạc nhỏ với tên gọi HowFEEL Production. Thời điểm này, anh cùng những người bạn có chung niềm đam mê thường xuyên cover những bản hit của các ca sĩ nổi tiếng và đăng tải lên mạng xã hội, trở thành một trào lưu được nhiều người quan tâm. Trong khoảng thời gian đó, anh cũng luyện hát và tự học sáng tác cùng bạn bè. Năm 2015, Quang Hùng xuất hiện cùng với Rum trong một video mashup 30 bài hát V-pop mà cả hai người cùng thực hiện. Video này đã thu hút hơn 17 triệu lượt xem trên YouTube, và Quang Hùng MasterD bắt đầu được xem là hiện tượng mạng và thu hút sự chú ý từ khán giả kể từ đó. 
Năm 2018, Quang Hùng tham gia cuộc thi Dự án số 1 – The Debut và gây được sự chú ý với bộ ba giám khảo Hoàng Thuỳ Linh, Hương Tràm, Đức Phúc. Anh xuất hiện nổi bật trong loạt ca khúc tự sáng tác như Thiệp Cưới Trên Bàn, Sao Ai Vẫn Chưa Về, Ký Ức, Tìm Lại Nỗi Nhớ, Xin Em Đừng Về Nơi Này,... Tuy nhiên, anh vẫn chưa phải nhân tố thu hút với khán giả.
Trước khi hoạt động độc lập, Quang Hùng MasterD từng hoạt động trong công ty của OnlyC. Trong thời gian này, anh đã viết những sáng tác tạo nên bản hit cho loạt ca sĩ khác như Vì Yêu Là Nhớ (Han Sara), Em Lỡ Yêu Sai Anh (Jin Ju), Là Bạn Không Thể Yêu (Lou Hoàng). Sau đó, Quang Hùng MasterD từng cho ra mắt các sản phẩm như Đừng Khóc Một Mình (OST Thiếu Gia Ở Đợ) và Đừng Vì Anh Mà Khóc nhưng phải đến Dễ Đến Dễ Đi vào đầu năm 2021, tên tuổi của anh mới thật sự bước sang một trang mới. Bài hát hút hàng trăm triệu lượt xem trên TikTok Thái Lan, sau đó phổ biến ở Campuchia, Lào, Myanmar, Trung Quốc với các phiên bản khác nhau.
Trong buổi trò chuyện với phóng viên Dân trí năm 2022, Quang Hùng MasterD thẳng thắn chia sẻ: "Trước khi "Dễ đến dễ đi" được yêu thích, tôi không có show, thậm chí phải xin diễn mà không nhận cát-xê". Nam ca sĩ cũng trải qua nhiều biến cố, từ trầm cảm, công ty quản lý cũ phá sản, không có chi phí tái đầu tư và ảnh hưởng của dịch Covid-19 đến gia đình. Anh thừa nhận rằng chỉ cần nhớ lại những giai đoạn đó cũng đủ khiến anh ám ảnh.

## Sản phẩm âm nhạc

### Đĩa đơn
| Title                                       | Year | Album                         |
| ------------------------------------------- | ---- | ----------------------------- |
| "Sao Em Vẫn Chưa Về" (feat RUM)             | 2018 | Đĩa đơn không nằm trong album |
| "Xuân An Lành"                              | 2019 | Đĩa đơn không nằm trong album |
| "Thiệp Cưới Trên Bàn"                       | 2019 | Đĩa đơn không nằm trong album |
| "Nỗi Nhớ Lặng Im"                           | 2019 | Đĩa đơn không nằm trong album |
| "Đừng Vì Anh Mà Khóc"                       | 2019 | Đĩa đơn không nằm trong album |
| "Dễ Đến Dễ Đi"                              | 2020 | Đĩa đơn không nằm trong album |
| "Gotcha (Đã Có Anh)"                        | 2021 | Đĩa đơn không nằm trong album |
| "Cảm Ơn Em Đã Đến"                          | 2021 | Đĩa đơn không nằm trong album |
| "Chỉ Còn Một Đêm (Last Dark) (feat F.HERO)" | 2022 | Đĩa đơn không nằm trong album |
| "Ngày Biệt Ly (Losing)"                     | 2023 | Đĩa đơn không nằm trong album |
| "Thủy Triều"                                | 2024 | Đĩa đơn không nằm trong album |
| "Mưa Đá"                                    | 2024 | Đĩa đơn không nằm trong album |
| ''Trói em lại''                             | 2024 | Đĩa đơn không nằm trong album |
| "Ngày Trong Xanh"                           | 2024 | Đĩa đơn không nằm trong album |
| "Hão Huyền"                                 | 2024 | Đĩa đơn không nằm trong album |
| "Ánh Mắt Biết Cười (feat Tăng Duy Tân)      | 2025 | Đĩa đơn không nằm trong album |
| "Đầu Tư Cho Trái Tim"                       | 2025 |                               |